# Tokyo Ghoul: re
Tokyo Ghoul:re (東京喰種:reトーキョーグール:re Tōkyō Gūru:re?) es un manga creado e ilustrado por Sui Ishida, es la secuela del manga japonés Tokyo Ghoul. Una adaptación animada fue estrenada el 3 de abril de 2018 por Funimation Studios, la cual cuenta con 24 episodios en 2 temporadas.
En fechas de junio de 2017, Tokyo Ghoul:re junto con su antecesor Tokyo Ghoul, juntaban una suma total de 24 millones de copias vendidas, pero en el mismo año de 2018, con la séptima entrega de la Young Jump se anunció que ambas entregas ya habían alcanzado 34 millones de copias a nivel mundial

## Argumento
Ha transcurrido dos años desde el ataque del CCG a Anteiku. La atmósfera de todo Tokyo ha cambiado drásticamente debido al incremento de la influencia del CCG, los Ghouls continúan siendo un problema ya que han comenzado a tomar precauciones, especialmente la organización terrorista ghoul del Árbol Aogiri, quienes reconocen la amenaza que el CCG significa para ellos.
Una nueva escuadra experimental fue creada, conocida como Escuadra Quinx, quienes podrán proporcionar al CCG el impulso necesario para exterminar a los ghouls de una vez por todas. Los Quinx, son humanos que se han sometido a una cirugía para poder utilizar las habilidades de un ghoul. El líder de este grupo, Haise Sasaki, es un mitad ghoul mitad humano, que ha sido entrenado  por el afamado investigador de clase especial, Kishou Arima. Sin embargo, hay más en este joven de lo que parece, como  recuerdos misteriosos que yacen en su memoria, recordando lentamente  la persona que solía ser.

## Personajes (principales)
Haise Sasaki (ささき はいせ Sasaki Haise?) Es el protagonista y líder del Escuadrón Quinx, investigador de clase alta y pupilo de Kishou Arima. Su tipo de kagune es Rinkaku.
Kuki Urie (うりえ くき Urie Kuki?) investigador de clase 1, investigador principal del grupo. Muestra el mejor sentido de lucha en su escuadra. Su tipo de kagune es Koukaku. 
Ginshi Shirazu (しらず ぎんし Shirazu Ginshi?) investigador de clase 2, muestra un gran respeto hacia su mentor Haise Sasaki. Su tipo de kagune es Ukaku.
Tooru Mutsuki (むつき とおる Mutsuki Tooru?) investigador de Clase 1, menciona tenerle miedo a la sangre. Su tipo de kagune es Bikaku o rinkaku.
Saiko Yonebayashi  (よねばやし さいこ yonebayashi Saiko?) investigadora de Clase 2, es perezosa y acostumbra comer y dormir mucho. Suele dirigirse a Sasaki como Maman (madre en francés). Su tipo de kagune es Rinkaku

## Contenido de la obra

### Manga
Tokyo Ghoul: re comenzó a ser publicado el 16 de octubre del año 2014, por la Young Jump, finalizando con 16 tomos en total; la historia contó con un total de 179 capítulos (tomando en cuenta solo por la entrega de re) el día 2 de julio de 2018.

### Libro de arte
Un libro de arte llamado Tokyo Ghoul Zakki: re, salió a la venta el 19 de marzo de 2019, el cual cuenta con 288 páginas con ilustraciones y comentarios de Sui Ishida. Su antecesor Tokyo Ghoul también contó con un libro de arte llamado Tokyo Ghoul Zakki.

### Anime
El 5 de octubre de 2017 se anunció de manera oficial una adaptación a anime de Tokyo Ghoul: re, posteriormente el 15 de diciembre se mostró un tráiler promocional. El primer episodio de dicha adaptación se estrenó el 3 de abril de 2018.La segunda parte de la temporada se empezó a emitir el 9 de octubre del 2018
| Personaje         | Actor de doblaje |
| ----------------- | ---------------- |
| Haise sasaki      | Natsuki Hanae    |
| Saiko Yonebayashi | Ayane Sakura     |
| Kuki Urie         | Kaito Ishikawa   |
| Tooru Mutsuki     | Natsumi Fujiwara |
| Ginshi Shirazu    | Yūma Uchida      |
| Touka kirishima   | Sora Amamiya     |
| Juuzou Suzuya     | Rie Kugimiya     |
| Shuu Tsukiyama    | Mamoru Miyano    |
| Ayato Kirishima   | Yūki Kaji        |

Staff:
Trabajo original:Sui Ishida (石田スイ Ishida Sui?)
Director:Takumi Wakabe (渡部穏寛 Wakabe Takumi?)
Guion/ Composición de la serie:Ogasano Masaki (御笠ノ忠次 Masaki Ogasano?)
Diseño de personajes:Nakajima Atsuko (中嶋敦子 Atsuko Nakajima?)
Producción de animación: Studio Pierrot
Cooperación de estudio de animación: Studio Pierrot+
Temas de apertura y cierre:
Primera parte:
- Opening: "Asphyxia" por Cö Shu Nie.

- Ending: "HALF" por Ziyoou-Vachi (女王蜂 Abeja Reina)

Segunda parte
- Opening: katharsis por TK from Ling tosite sigure
- Ending: Rakuen no kimi por  österreich

Primera parte
| N.º | Título                                                                                   | Estreno             |
| --- | ---------------------------------------------------------------------------------------- | ------------------- |
| 1   | «Cazadores: COMIENZO» «Karusha-tachi START» (狩る者たち ＳＴＡＲＴ)                      | 3 de abril de 2018  |
| 2   | «Fragmento: miembro» «欠片 member» (Kakera member)                                       | 10 de abril de 2018 |
| 3   | «La Víspera: fresca» «Zen'yasai fresh» (前夜祭 fresh)                                    | 17 de abril de 2018 |
| 4   | «Subasta: PRINCIPAL» «Ōkushon MAIN» (オークション MAIN)                                  | 24 de abril de 2018 |
| 5   | «Noche de Dispersión: Presión» «Chiri Yuku Yoru Press» (散りゆく夜 Press)                | 1 de mayo de 2018   |
| 6   | «Más allá del límite: turno» «Sono, Hate ni turn» (その、果てに turn)                    | 8 de mayo de 2018   |
| 7   | «Los Días en mis Recuerdos: mente» «Kokorooboe Arishi Hibi mind» (心覚え在りし日々 mind) | 15 de mayo de 2018  |
| 8   | «Como un gusano: Toma» «Ugomeku Mono Take» (蠢くモノ TAKe)                               | 22 de mayo de 2018  |
| 9   | «Espectro: jugar» «Bōrei play» (亡霊 play)                                               | 29 de mayo de 2018  |
| 10  | «Temblor: pensar» «Yureru think» (ゆれる think)                                          | 5 de junio de 2018  |
| 11  | «Incompleto: escribiR» «Ketsuraku-sha writE» (欠落者 writE)                              | 12 de junio de 2018 |
| 12  | «Amanecer: Hermoso Sueño» «Yoake: Beautiful Dream» (夜明け Beautiful Dream)              | 19 de junio de 2018 |

Segunda parte
| N.º | Título                                                                         | Estreno                 |
| --- | ------------------------------------------------------------------------------ | ----------------------- |
| 1   | «Place: Una vez más» «Soshite, Mōichido Place» (そして、もう一度 Place)        | 9 de octubre de 2018    |
| 2   | «VOLT: Blanca oscuridad» «Shiroi Yami VOLT» (白い闇 VOLT)                      | 16 de octubre de 2018   |
| 3   | «union: Lucha reñida» «Kurosu Gēmu union» (クロスゲーム union)                 | 23 de octubre de 2018   |
| 4   | «vive: Dejado atrás» «Nokoshita Mono vive» (遺したもの vive)                   | 30 de octubre de 2018   |
| 5   | «MovE: Encuentros y dudas» «Deai, Tomadoi MovE» (出会い、とまどい MovE)        | 6 de noviembre de 2018  |
| 6   | «FACE: Fulgor» «Kakukakutaru FACE» (赫々たる FACE)                             | 13 de noviembre de 2018 |
| 7   | «proof: Vínculos» «Kizuna proof» (紲 proof)                                    | 20 de noviembre de 2018 |
| 8   | «incarnation: El despertar» «mezameta ko incarnation» (めざめた子 incarnation) | 27 de noviembre de 2018 |
| 9   | «morse: Recuerdo» «Kokorooboe morse» (心覚え morse)                            | 04 de diciembre de 2018 |
| 10  | «call: Más allá de la tragedia» «Higeki no hate call» (悲劇の果て call)        | 11 de diciembre de 2018 |
| 11  | «ACT: Reunión fortuita» «Kaigō ACT» (邂逅 ACT)                                 | 18 de diciembre de 2018 |
| 12  |                                                                                | 25 de diciembre de 2018 |

## Editoriales
Shueisha Editorial que comenzó a publicar Tokyo Ghoul: re
 Norma Editorial
 Panini Comics
 Glénat
 J-pop
 Ivrea
 Viz Media